# Artur Bruno Rojas
Artur Bruno Rojas (ur. 27 maja 1993 w Cochabamba) – boliwijski lekkoatleta, sprinter. Wystąpił podczas Letnich Igrzysk Olimpijskich 2012 w Londynie. Zajął wtedy 49. miejsce w biegu na 100 metrów.
Wielokrotny mistrz i rekordzista kraju.

## Rekordy życiowe
| Konkurencja        | Wynik | Miejsce | Data             | Uwagi          |
| ------------------ | ----- | ------- | ---------------- | -------------- |
| Bieg na 100 metrów | 10,36 | Sucre   | 20 maja 2012     | rekord Boliwii |
| Bieg na 200 metrów | 20,63 | Tarija  | 24 kwietnia 2016 | rekord Boliwii |